# Zespół Silvera-Russella
Zespół Silvera-Russella (ang. Silver-Russell syndrome) – rzadki zespół wad wrodzonych. Większość przypadków jest sporadyczna (nierodzinna). Opisywano jednorodzicielską matczyną disomię. Częstość zespołu szacuje się na 1:50 000-100 000 żywych urodzeń. 
Chorobę opisali, niezależnie od siebie, Silver i wsp. w 1953 i Russell w 1954.
Na obraz kliniczny zespołu składają się:
- niskorosłość (średni ostateczny wzrost mężczyzn 149,5 cm, 138 cm u kobiet)
- hipotrofia wewnątrzmaciczna (asymetryczna)
- obwód główki prawidłowy, wygląd rzekomego wodogłowia (dysproporcja twarzoczaszki i mózgoczaszki)
- mała, trójkątna twarz
- mikrognacja
- wydatne czoło
- niebieskawe twardówki w okresie niemowlęcym
- skierowane w dół kąciki ust
- wrodzone wady serca
- zastawki cewki tylnej
- spodziectwo
- opóźnienie wieku kostnego
- opóźnione zamykanie ciemiączek
- klinodaktylia małego palca
- hipoplazja środkowego lub dystalnego paliczka małego palca
- syndaktylia 2. i 3. palca stopy
- plamy café au lait
- opóźnienie umysłowe
- hipoglikemia
- niekiedy niedobór hormonu wzrostu
- predyspozycja do niektórych nowotworów: czaszkogardlaka, nasieniaka jądra, guza Wilmsa, raka wątrobowokomórkowego.